# Et je t'aime encore
Et je t'aime encore è il secondo singolo promozionale tratto dall'album di Céline Dion, 1 fille & 4 types (2003). Il brano fu distribuito il 23 febbraio 2004 nei paesi francofoni. La canzone è stata scritta da Jean-Jacques Goldman e suo fratello J Kapler, storici collaboratori della Dion e autori di molti brani degli album D'eux (1995) e S'il suffisait d'aimer (1998).
Una versione in lingua inglese di questa canzone fu pubblicata in precedenza sull'album One Heart e con un titolo diverso, Je t'aime encore.

## Antefatti, pubblicazione e contenuti
Nel 2003 Céline Dion pubblicò il suo ottavo album in lingua inglese intitolato One Heart e contenente come ultima traccia della track-list un brano dal titolo francese ma con testi in lingua ingleseː Je t'aime encore. Più tardi questa canzone fu inserita con i suoi testi originali nell'album 1 fille & 4 types (2003) e pubblicata il 23 febbraio 2004 come suo secondo singolo promozionale in Francia e nel resto dei paesi francofoni.
Il CD singolo distribuito sul mercato discografico includeva come tracce secondarie brani tratti da 1 fille & 4 typesː Apprendes-moi, Des milliers de baisers e Tu nages. Nel singolo era inclusa una versione strumentale della stessa Et je t'aime encore.

## Videoclip musicale
Nel videoclip musicale diretto da Yannick Saillet, ci sono scene in bianco e nero in cui Céline canta seduta a terra, alle quali si alternano scene a colori che mostrano donne di provenienza, aspetto e professione diversi.
Il videoclip fu incluso nella compilation video della Dion del 2005 On ne change pas.

## Recensioni da parte della critica
Betty Clarke di The Guardian in una recensione di One Heart, scrisse a riguardo della versione inglese del brano: "Ma quando smette di cercare di essere rilevante e cessa di essere un pony con un trucco con una vasta capacità polmonare (come fa con il brano folk Je t'aime encore), la Dion dimostra che può essere più di una serie di sentimenti vuoti - se cambia album."

## Successo commerciale
Il singolo raggiunse la top 20 nei paesi francofoni come Belgio Vallonia (numero 14) e Francia (numero 16). Divenne popolare anche in Québec, dove raggiunse la posizione numero 4 della classifica.

## Interpretazioni dal vivo e pubblicazioni
Céline Dion presentò il brano nel 2003 durante una puntata del programma televisivo francese La Soiree Exceptionnelle. Il 1º ottobre 2003 al Caesars Palace di Las Vegas, durante lo speciale televisivo distribuito da TF1 e dedicato all'album 1 fille & 4 types, Céline interpretò Et je t'aime encore.

## Formati e tracce
CD Singolo Promo (Francia) (Columbiaː SAMPCS 135121)
1. Et je t'aime encore – 3:22 (Jean-Jacques Goldman, J Kapler)

CD Singolo (Francia) (Columbiaː COL 6746891)
1. Et je t'aime encore – 3:26 (Goldman, Kapler)
2. Et je t'aime encore (Version Instrumentale) – 3:26 (Goldman, Kapler)
3. Apprends-moi – 4:45 (Erick Benzi)

CD Maxi-Singolo (Francia) (Columbiaː COL 674689 2)
1. Et je t'aime encore – 3:26 (Goldman, Kapler)
2. Et je t'aime encore (Version Instrumentale) – 3:26 (Goldman, Kapler)
3. Des milliers de baisers – 3:43 (Goldman)
4. Tu nages – 3:10 (Benzi)

LP Singolo Promo 12" (Francia) (Columbiaː SAMPMS 13593)
1. Et je t'aime encore – 3:22 (Goldman, Kapler)

## Classifiche

### Classifiche settimanali
| Classifica (2004)              | Posizione massima raggiunta |
| ------------------------------ | --------------------------- |
| Belgium Vallonia (Ultratop 50) | 14                          |
| Francia (SNEP)                 | 16                          |
| Québec (ADISQ)                 | 4                           |
| Svizzera (Schweizer Hitparade) | 31                          |

### Classifiche di fine anno
| Classifica (2004)                                        | Posizione |
| -------------------------------------------------------- | --------- |
| Belgio Vallonia (Ultratop Singles rapports annuels 2004) | 71        |